# 无风险利率
无风险利率（英語：risk-free interest rate），或稱零风险利率，是指一项没有风险的投资可得到的理论投資報酬率。
一种解释是，无风险利率表示一个投資者在一定时间内能够期望从无任何风险的投资中获得的利率。現實中，通常使用倫敦同業拆放利率或美國國債利率作為无风险利率。因為一般認為金融機構倒閉的機會很低，財政有問題的銀行會被禁止參與同業拆放，因此LIBOR是沒有風險的。政府可以發行主權貨幣應付到期的債務，因此國債不可能違約。不過，此說法並不適用於歐元。歐元區國家無權發行貨幣，因此發生了歐洲主權債務危機。
另一种解释则是，无风险利率表示一个典型的投资者持有一典型的市场组合时能获得的报酬（也就是指不能通过持不同组合而消除的系統性風險下所得的报酬）。资本资产定价模型中使用的便是后一种解释。
正因为其没有风险，也就表示投资者冒风险进行投资而要求的利率要高于无风险利率。

## 风险构成
风险一般包含违约风险，汇率风险以及通胀风险。